# Edisonova transformační stanice
Edisonova transformační stanice v Praze na Novém Městě stojí v ulici Jeruzalémská nedaleko kostela svatého Jindřicha a Kunhuty. Je součástí památkové rezervace Praha.

## Historie
Trafostanice Edison byla postavena v letech 1926–1930 podle projektu architekta Františka Alberta Libry a až do 90. let 20. století sloužila své funkci. V letech 2005–2007 proběhla její konverze ateliérem Lábus AA architekta Ladislava Lábuse.

### Popis
Funkcionalistická stavba má složitě komponovanou hmotu. Její fasáda kaskádovitě ustupuje a každé nadzemní podlaží tak má rozdílnou plochu. Z boční fasády vystupuje třípodlažní železobetonová předsazená stěna s výraznými pásy horizontálních ocelových oken; funkcí tohoto předsazení bylo větrání a chlazení vnitřních prostor. Stropy jsou neseny vysokými železobetonovými trámy osazenými v nezvykle hustém rastru.
Součástí průčelí byla původně první veřejná kinetická plastika od sochaře Zdeňka Pešánka; její kopie v měřítku 1:2 je umístěna na budově PRE v Praze-Vršovicích.